# Implikatur
Implikatur er en terminologi opfundet af den engelske filosof og sprogforsker Herbert Paul Grice (13. marts 1913 – 28. august 1988). Implikatur er den underliggende eller underforståede mening i en ytring. 

Grice opererer med to former for implikatur: 
1. Konventionel implikatur og
2. Konversationel implikatur.

I forbindelse med konventionel implikatur etablereres forståelse af sproget i sig selv. Konventionel implikatur er altså uafhængig af konteksten fx:
Jeg læser bøger, men er klog.
I eksemplet instruerer man om en modsætning mellem de to sætninger, og dermed ligger meningen altså i sproget. I denne sammenhæng behøver modtager altså ikke at inddrage konteksten for at forstå sætningen.
I forbindelse med konversationel implikatur er det derimod netop konteksten, der er afgørende for forståelsen af budskabet. Samarbejdsprincippet fordrer at modtager prøver at forstå, hvad afsender siger. Dette etablerer Grice fire maksimer for:
- Kvantitet: Giv så præcise informationer som muligt. Sig hverken for meget eller for lidt.
- Kvalitet: Sig sandheden, og videregiv ikke information du mangler bevis for.
- Relation: Giv så relevant information som muligt.
- Måde: Undgå uklare og tvetydige ytringer, og giv så korte og velordnede meldinger som muligt.

Overtræder afsender disse maksimer, vil modtager altid prøve at lede efter grunden til, at maksimen bliver overtrådt. Modtager vil altså forstå en overtrædelse af en maksime som en ny betydning. Det er fx det der gør sig gældende i forbindelse med ironi, hvor i hvert fald kvalitetsmaksimen vil blive overtrådt.